# Фрауэнфельд, Альфред
Альфред Эдуард Фрауэнфельд (нем. Alfred Eduard Frauenfeld; 18 мая 1898 года, Вена — 10 мая 1977 года, Гамбург) — партийный и государственный деятель Третьего рейха, один из руководителей оккупационных органов на территорий СССР, генеральный комиссар Генерального округа Крым — Таврия в Рейхскомиссариате Украина (1 сентября 1942 — май 1944 года).

## Биография
Фрауэнфельд был первым из трёх сыновей старшего земельного судебного советника в Вене. В 1916 году он сдал экзамен на аттестат зрелости и поступил добровольцем в армию. Участник Первой мировой войны. Служил в Галиции и Верхней Италии (Изонцо), в конце войны служил в австро-венгерских ВВС, лейтенант. В 1918 году женился.
После окончания войны получил свидетельство об окончании обучения как помощник каменщика. В 1920—1923 гг. учился технике и конструированию, в 1923—1929 гг. — банковский служащий в «Allgemeine Österreichische Bodenkreditanstalt» («Общеавстрийском земельном кредите») (Вена), член Объединения фронтовиков. Помимо службы в банке занимался написанием и публикацией коротких историй в венских ежедневных газетах.
Активный участник нацистского движения в Австрии, входил в «Австрийский Культурбунд» («Österreichischer Kulturbund») — аналог созданного в Германии Альфредом Розенбергом «Боевого союза за немецкую культуру» («Kampfbund für deutsche Kultur»). 15 апреля 1929 года вступил в австрийское отделение НСДАП. В качестве делегата «Австрийского Культурбунда» принимал участие в съезде НСДАП в Нюрнберге 1-4 августа 1929 года.
С 1 сентября по 31 декабря 1929 года руководил районом НСДАП Вена-Виден. С 1 января 1930 года — гауляйтер Вены. На этом посту был одним из самых влиятельных нацистов в Австрии, 24 апреля 1932 года был избран членом городского совета Вены, являлся членом Тайного совета и земельного правительства, председатель фракции НСДАП в ландтаге. В ноябре 1933 года был арестован по обвинению в антиавстрийской деятельности. Находился под арестом по май 1934 года, после чего по настоянию германских властей был освобождён, покинул Австрию и переехал в Германию, в которой затем был партийным оратором НСДАП (Parteiredner).
С 1 июня 1935 года до начала Второй мировой войны — управляющий делами и советник президиума Имперской палаты театра (Reichstheaterkammer), член Имперского сената культуры (Reichskulturkammer). В 1936 году избран депутатом Рейхстага от Восточного Дюссельдорфа. Весной 1938 года был повторно избран в Рейхстаг по «Списку фюрера».
В 1938 году был переведён в Имперское министерство иностранных дел и в октябре в ранге генерального консула был назначен представителем МИДа в ОКВ. В апреле 1940 года был направлен в Норвегию, в июне — в Копенгаген. Участник Французской кампании (представитель МИДа при штабе 16-й армий). В начале 1941 году был представителем МИДа при штабе 10-й армии, действовавшей на Балканах.
После начала войны с СССР был прикреплен к Имперскому министерству восточных оккупированных территорий для замещения руководящих должностей. С 1 сентября 1942 года — генеральный комиссар Крыма — Таврии (со штаб-квартирой в Мелитополе). В том же 1942 году выступил с меморандумом о целесообразности переселения южно-тирольских немцев в Крым. 10 июля 1942 года рейхсфюрер СС Генрих Гиммлер написал Фрауэнфельду письмо, в котором он благодарил его за меморандум и сообщал, что он говорил об этой идее с А. Гитлером. По словам Гиммлера, ни Гитлер, ни он сам не имеют ничего против переселения южно-тирольских немцев в Крым, но этот план может быть реализован только после окончания войны. 
В ночь на 29 декабря 1942 года в ходе Керченско-Феодосийской десантной операции разведгруппа разведотряда Черноморского флота в составе 22 человек под командованием старшего лейтенанта П. Егорова высадились с катера на «Широкий мол» Феодосийского порта. Разведчики захватили здание полевой жандармерии и вскрыли 6 металлических шкафов с документами, имевшими большое значение для разведки ЧФ и структур государственной безопасности. Среди них была захвачена «зеленая папка» крымского гауляйтера Альфреда Фрауенфельда. Эти документы большого значение впоследствии использовались в ходе Нюрнбергского процесса.
Также в 1942 году в Потсдаме вышла книга Фрауэнфельда «Крым» — справочное издание по истории, природе и экономическому положению Таврии. Целая глава там посвящалась истории крымских готов и обоснованию природных прав немцев на полуостров. Сам Крым вместе с Таврией (области Днепро-Молочанского междуречья в пределах современных Запорожской и Херсонской областей) и некоторыми другими районами южной Украины в дальнейшем по Генеральному плану «Ост» должны были составить «Готенгау», предполагавшийся к немецкой колонизации и непосредственной передаче в состав Рейха.
Однако всем этим планам не суждено было сбыться. После того как в апреле — мае 1944 года Крым был освобождён советскими войсками, Фрауэнфельд вернулся в Вену и затем до конца войны был командиром роты пропаганды Вермахта.
В мае 1945 года был арестован американскими войсками, содержался в лагере для интернированных в Дахау. В 1947 году приговорён к 15 годам тюремного заключения, в 1948 году освобождён. В 1948—1949 гг. работал в Херфорде, а с 1949 года — в Гамбурге, предприниматель, руководитель строительной организации в Гамбурге.
По данным тайной полиции, Фрауэнфельд был членом «Братства» («Bruderschaft»), основанного 22 июля 1949 года в Гамбурге тайного союза нацистов,.
В начале 50-х годов входил в заговорщицкую нацистскую организацию «Кружок Наумана», представлявшую собой группу нацистских деятелей эпохи Третьего рейха, сплотившихся вокруг бывшего статс-секретаря Имперского министерства народного просвещения и пропаганды Вернера Наумана. В 1952/1953 гг. эта группа пыталась возглавить неонацистское движение в ФРГ и использовать структуры Свободно-Демократической партии Германии для проникновения нацистов в законодательные и исполнительные органы власти ФРГ.